# Роберт Томасуло
Роберт Марко Томасуло (англ. Robert Marco Tomasulo; 31 жовтня 1934 – 3 квітня 2008) — вчений в області комп'ютерних наук, винахідник алгоритму Томасуло. «За геніальний алгоритм, що зробив можливим створення процесорів позачергового виконання» у 1997 році Томасуло отримав нагороду Еккерта-Моклі.
Роберт Томасуло навчався у школі Regis High School в Нью-Йорку. Він закінчив Manhattan College, а потім отримав диплом інженера у Сіракузькому університеті. У 1956 році він приєднався до IBM Research. Після майже десяти років отримання значного досвіду на різних технічних і керівних посадах він перейшов до розробки мейнфреймів, у тому числі IBM System/360 Model 91 та їх наступників. Завершивши 25-річну кар'єру в IBM, Роберт працював в інкубаторному проекті в Storage Technology Corporation над розробкою першої системи мейнфреймів, побудованих на базі КМОН; став співзасновником NetFrame — стартапу середини 80-х, що працював над створенням однієї з перших серверних систем на базі мікропроцесорів; і працював консультантом з питань архітектури та мікроархітектури процесора в Amdahl Consulting.
30 січня 2008 року Томасуло виступив в University of Michigan College of Engineering із розповіддю про свою кар'єру та історію розробки позачергового виконання.

## Додаткові посилання
- Лекція, 2008 рік
- Сторінка на computer.org